# Fernando Galhano
Fernando Galhano (Porto, 1904 – Porto, 1995) foi um pintor, investigador,  ilustrador e etnógrafo português.

## Percurso
Nasceu no Porto, cidade onde passou a infância e parte da sua vida. Nessa mesma cidade estudou pintura com o Mestre Artur Loureiro e expos no Salão Silva Porto em 1937, 1943, 1946, 1951 e 1954.
Integra o Centro de Estudos de Etnografia Peninsular em 1948 onde colaborou com Jorge Dias, Ernesto Veiga de Oliveira e Benjamim Pereira e Margot Dias. Colaborou a partir de 1963 com as atividades do Centro de Estudos de Antropologia Cultural do Museu de Etnologia. Foi também um dos fundadores do Museu Nacional de Etnologia em Lisboa.
Considerado como um dos maiores desenhadores etnógrafos do seu tempo, deixou um vasto espólio de milhares de desenhos que documentam vários aspetos da cultura portuguesa e das antigas colónias.
Abordou diversos temas como carros de bois, arquitectura popular, alfaia agrícola, sistemas de transporte, cestaria, olaria, tecnologia têxtil, sistemas de moagem e pesca.

## Obras Seleccionadas
Entre as suas obras encontram-se: 
- 1957 - Algumas notas sobre os espigueiros do Douro-Litoral
- 1964 - Palheiros do litoral central português, em co-autoria com Ernesto Veiga de Oliveira

- 1973 - O Carro de Bois em Portugal
- 1978 - Moinhos e Azenhas de Portugal
- 1985 - Desenho etnográfico de Fernando Galhano: África[7]
- 1985 - Desenho etnográfico de Fernando Galhano: Portugal (Vol I e II) [8]
- 1986 - Aparelhos de elevar a água de rega: contribuição para o estudo do regadio em Portugal
- 1986 - Casas esguias do Porto e Sobrados do Recife, em co-autoria com Ernesto Veiga de Oliveira
- 1995 - Alfaia agrícola portuguesa, foi coordenador juntamente com Ernesto Veiga de Oliveira e Benjamim Pereira

- 2005 - Páginas de Cultura e Arte[9]
- 2020 - Construções primitivas em Portugal, co-autores  Ernesto Veiga de Oliveira e Benjamim Pereira (re-edição do livro publicado em 1969) [10]

## Post mortem
Em 2006 foi realizada uma exposição com a sua obra gráfica na Galeria Municipal Lagar de Azeite em Oeiras.